# Optand
Optand är en ort i Brunflo distrikt (Brunflo socken) i Östersunds kommun. Orten klassades tidigare som en egen tätort men utgör numera istället en del av tätorten Östersund.
Skidåkarna Emil Persson, Nils Persson och Oskar Kardin är uppvuxna i Optand.

## Befolkningsutveckling
| Befolkningsutvecklingen i Optand 1995–2010 | Befolkningsutvecklingen i Optand 1995–2010 | Befolkningsutvecklingen i Optand 1995–2010 | Befolkningsutvecklingen i Optand 1995–2010 | Befolkningsutvecklingen i Optand 1995–2010 |
| ------------------------------------------ | ------------------------------------------ | ------------------------------------------ | ------------------------------------------ | ------------------------------------------ |
|                                            |                                            |                                            |                                            |                                            |
| År                                         |                                            |                                            | Folkmängd                                  | Areal (ha)                                 |
| 1995                                       | 1995                                       |                                            | 249                                        | 61                                         |
| 2000                                       | 2000                                       |                                            | 234                                        | 61                                         |
| 2005                                       | 2005                                       |                                            | 238                                        | 63                                         |
| 2010                                       | 2010                                       |                                            | 257                                        | 64                                         |
| Anm.: Ny tätort 1995                       |                                            |                                            |                                            |                                            |

## Samhället
I Optand finns ett före detta krigsflygfält som anlades i slutet av 1930-talet. Hela området är nu ett museum, Jämtlands flyg- och lottamuseum.